# Rudawa (gromada w powiecie wołowskim)
Rudawa – dawna gromada, czyli najmniejsza jednostka podziału terytorialnego Polskiej Rzeczypospolitej Ludowej w latach 1954–1972.
Gromady, z gromadzkimi radami narodowymi (GRN) jako organami władzy najniższego stopnia na wsi, funkcjonowały od reformy reorganizującej administrację wiejską przeprowadzonej jesienią 1954 do momentu ich zniesienia z dniem 1 stycznia 1973, tym samym wypierając organizację gminną w latach 1954–1972.
Gromadę Rudawa z siedzibą GRN w Rudawie utworzono – jako jedną z 8759 gromad na obszarze Polski – w powiecie wołowskim w woj. wrocławskim, na mocy uchwały nr 31/54 WRN we Wrocławiu z dnia 2 października 1954. W skład jednostki weszły obszary dotychczasowych gromad Smogorzów Wielki, Stryjno i Białawy Małe ze zniesionej gminy Wińsko w tymże powiecie. Dla gromady ustalono 15 członków gromadzkiej rady narodowej.
31 grudnia 1961 gromadę zniesiono, a jej obszar włączono do gromad: Głębowice (wsie Brzózka, Rudawa, Gołaszów, Białawy, Białawy Małe, Węglewo i Stryjenko) i Wińsko (wieś Stryjno) oraz do znoszonej gromady Stęszów (wsie Smogorzów Wielki i Smogorzówek) w tymże powiecie.